# Dánae (Tiziano, San Petersburgo)

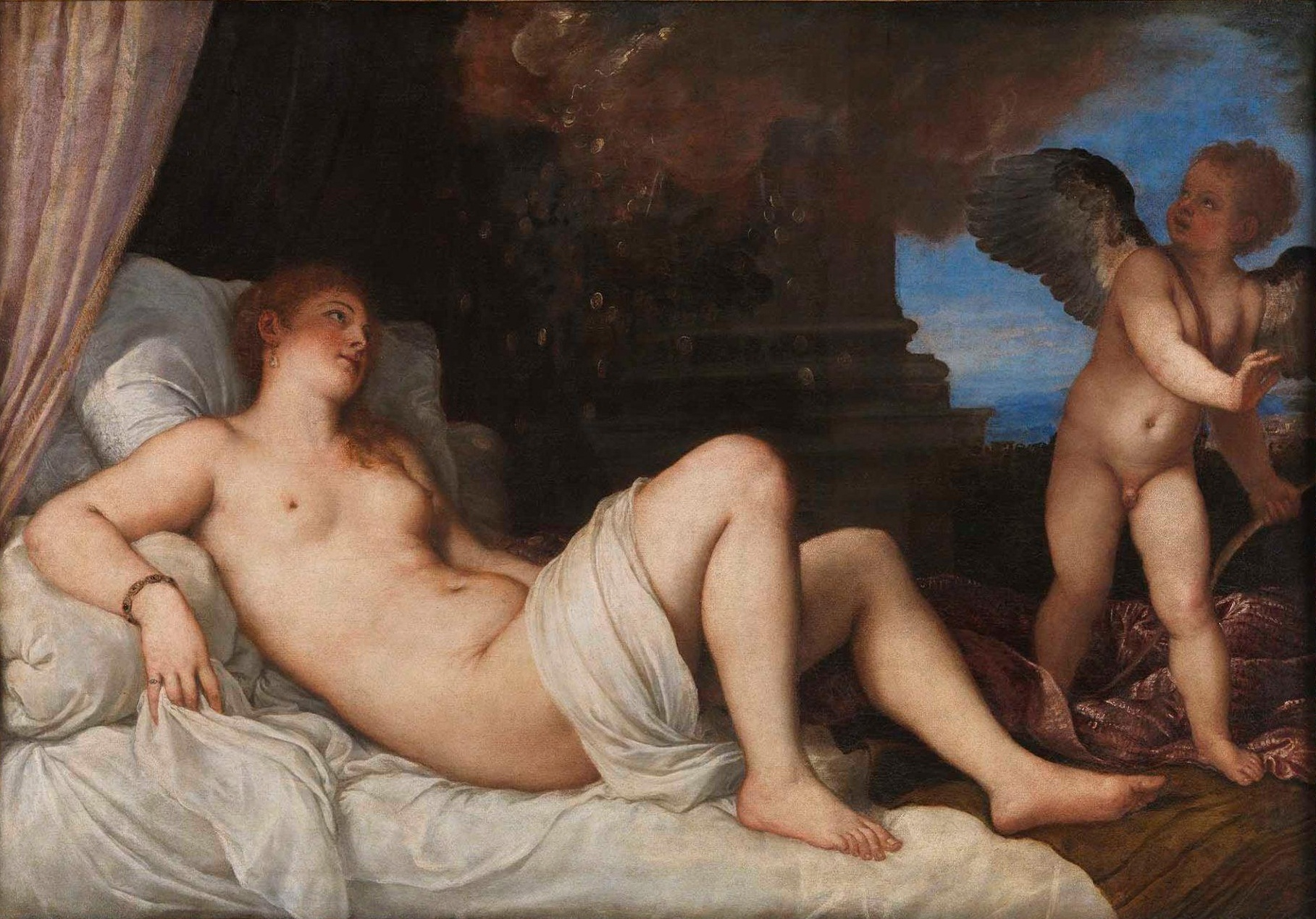
Dánae recibiendo la lluvia de oro, 1553. Obra de Tiziano. Museo de Capodimonte.

Dánae es una pintura al óleo sobre lienzo realizada en 1554 y atribuida al taller de Tiziano. Se conserva en el Museo del Hermitage de San Petersburgo, donde existen varias obras, como un San Sebastián y una Magdalena del mismo autor.

## Tema
Tiziano realizó varias versiones del tema, aparte de esta del Hermitage, como la Dánae recibiendo la lluvia de oro de la Galería Nacional de Capodimonte, la Dánae recibiendo la lluvia de oro del Museo del Prado o la de la Staatsgalerie de Viena.
El tema mitológico describe a Dánae, hija de Acrisio, el rey de Argos. Un oráculo había predicho que el hijo que concibiría Dánae mataría a su abuelo por lo que Acriso decidió encerrar a su bella hija en una cámara de bronce. A pesar de sus esfuerzos por esconderla, Zeus se enamoró de su belleza y sedujo a la joven en forma de lluvia dorada.
Otros pintores, como Correggio, Mabuse, Rembrandt, Gossaert o Gustav Klimt, tienen obras sobre este tema.